# Friedrich von Heyden (Schriftsteller)
Friedrich August von Heyden-Nerfken (* 3. September 1789 auf Gut Nerfken, Landkreis Preußisch Eylau; † 5. November 1851 in Breslau) war ein deutscher Schriftsteller und Oberregierungsrat von Breslau.

## Leben und Wirken
Friedrich von Heyden wurde in das ostpreußische Adelsgeschlecht Heyden-Nerfken geboren. Die Eltern waren Jakob von Heyden-Nerfken (1728–1812) und dessen zweite Ehefrau Albertine von Klingspor (1770–1823). Sein Jüngerer Bruder Karl von Heyden-Nerfken wurde Landrat und Erbe des Stammgutes Nerfken.
Nach dem Besuch des Gymnasiums und der Albertus-Universität Königsberg ging er zunächst nach Berlin und später nach Göttingen, um Geschichte, Sprachen und Literatur zu studieren; er hörte u. a. Barthold Georg Niebuhr, Friedrich August Wolf und Johann Gottlieb Fichte, die großen Einfluss auf sein späteres dichterisches Schaffen haben sollten. Auch seine Bekanntschaft mit Charles de Villers und Benjamin Constant sollten ihn tief beeindrucken.
Nach seinem Studium diente von Heyden zunächst von 1813 bis 1815 in einem preußischen Jägerbataillon, anschließend trat er in den preußischen Staatsdienst, wurde Regierungsreferendar in Königsberg und war weiterhin für die Regierungen in Frankfurt (Oder), Stettin und Oppeln tätig, ehe er 1826 Regierungsrat in Breslau wurde. Im selben Jahr heiratete er Friederike von Hippel (1807–1865), eine Tochter des Regierungspräsidenten von Oppeln Theodor Gottlieb von Hippel, mit der er die Söhne August (1827–1897) und Friedrich (1838–1926) hatte; die Tochter Charlotte (1831–1863) war mit dem Leutnant Kajus Wilhelm Hermann von Engelmann († 22. Juli 1893) verheiratet.
Friedrich von Heyden starb am 5. November 1851 als Oberregierungsrat in Breslau.
Seine schriftstellerische Tätigkeit bewegte sich vor allem auf dem Gebiet der Poesie, aber auch mit einigem Erfolg auf dem der romantischen Epik. Seine ersten gedruckten Werke, das romantische Drama Renata (1816) sowie die ebenfalls in Versen verfasste Tragödie Conradin (1818), erreichten ein beachtliches Publikum. August von Platen ließ sich zu einer verblüffenden Analyse hinreißen:

„24. December [1819]. Aus einem Brief an Gruber. […] Goethe ist nicht einmal Raphael; dieser mehr heidnische als christliche Dichter hat das Höchste in der romantischen Poesie gar nicht erreicht, und Friedrich v. Heyden steht in dieser Hinsicht hoch über ihm. […] Goethe ist nicht einmal der Vollender der deutschen Poesie, sondern in ihr bloß Schillers geistiger Gegensatz, wie Shakspeare Calderons in der europäischen. Mir scheint Friedrich v. Heyden zu seyn, was Wagnern Goethe scheint. National begriffen kommt die romantische Poesie nach ihren Polen so zu stehen:
        Italiener
Engländer       Spanier
        Deutsche.

[…] Nominell aber heißt diese Tetrade so:
         Dante
Shakspeare   Calderon
        Heyden.

In Heyden trifft wirklich Shakspeare und Calderon zusammen. Goethe hingegen hat keinen Funken von Calderon. […] Goethe ist ein großes Genie, und das waren auch Cervantes und Milton, ohne deßhalb Pole der Poesie zu seyn. Die deutsche Poesie kann kaum anders als so construirt werden:
    Klopstock
Goethe     Schiller
     Heyden.

[…] 22. Januar. Die Renata von Friedrich v. Heyden hinterließ mir einen unvertilgbaren Eindruck, war auf mich von ebenso mächtigem Einfluß als die Wagner’sche Philosophie. Ich halte dieses Drama für das höchste Dichterwerk aller Länder und Zeiten.“

Den Rahmen der im Folgenden veröffentlichten Schriften Heydens (Dramen, Lyrik, Novellen, epische Gedichte, ein Roman) bildet meist das romantisch verklärte Mittelalter, namentlich die Stauferzeit, so in Kampf der Hohenstaufen (1828) oder Reginald (1831).

„Wenn auch eine vielbebewegte Zeit vorderhand zu einem Abschluß gekommen zu sein scheint, so ist derselbe doch auf keinen Fall so befriedigend ausgefallen[,] daß man sich der behaglichen Ruhe überlassen könnte und möchte, ohne welche das Epos weder gedeihen noch genossen werden kann. Sollen aber diese Versuche nur dazu dienen, uns […] durch süße Gefühlständelei oder müßiges Spiel mit den Reizen der unbelebten Natur über den Ernst und den Kummer der Gegenwart hinüberträumen zu lassen, […] so ist [dies] eine Entwürdigung […] der Heiligkeit der Dichtkunst.“

Von Heydens erfolgreichstes Werk, Das Wort der Frau (1843), behandelt die Aussöhnung der Welfen mit den Staufern anlässlich der Hochzeit des ältesten Sohnes Heinrichs des Löwen mit Agnes von Staufen. Das Gedicht erschien noch mehr als dreißig Jahre nach dem Tod des Dichters in der 23. Auflage.

„Sind auch Heyden’s Novellen und dramatische Stücke heut schon vergessen, so hat er durch seine erfolgreiche Pflege des Epos sich ein bleibendes Verdienst um unsere Litteratur erworben. Durch seine reiche Erfindungsgabe, seine von der Zerrissenheit der jüngeren Zeitgenossen entfernte Klarheit, Milde und Wärme, wie seine gedankenvolle, schöne Sprache behauptet er unter den Belletristen des zweiten Viertels unseres Jahrhundert[s] einen ehrenvollen Platz.“

## Veröffentlichte Werke
Die Erstveröffentlichungen der in Randzeichnungen 1841 erschienenen Novellen und Erzählungen in diversen Almanachen fehlen in dieser Werkliste. – Laut Theodor Mundt 1852 blieben zahlreiche Werke v. Heydens ungedruckt.
- Renata. Romantisches Drama. Realschulbuchhandlung, Berlin 1816 (Digitalisat b. Google Books) (UA am 5. März 1817 in Dresden)
- Conradin. Trauerspiel. Realschulbuchhandlung, Berlin 1818 (Digitalisat)
- Die Gebrüder Brandt aus Memel. Dargestellt nach den bei der Königl. Regierung zu Königsberg befindlichen Akten.[3] In: Beiträge zur Kunde Preussens, Band 1. Hartung, Königsberg 1818, S. 250–263. (Digitalisat)
- Dramatische Novellen. 2 Bände.[4] Unzer, Königsberg 1819
  - Band 1 (Digitalisat):
    - Haß, Ritterpflicht und Liebe. Schauspiel in drei Aufzügen (UA am 7. Dezember 1819 in Wien[5])
    - Magandola, oder die Perle des Ganges. Ein indisches Mährchen

  - Band 2 (Digitalisat bei Google Books):
    - Das Feuer im Walde. Schauspiel in einem Aufzuge (UA 1820 in Wien[6] und 1821 in Dresden)
    - Apelles. Schauspiel in zwey Aufzügen (UA[?] am 10. Februar 1824 in Brünn[7])
    - Der Pilgrim. Romantisches Spiel in einem Aufzuge
    - Der Winterabend. Schauspiel in einem Aufzuge
- Dichtungen. Unzer, Königsberg 1820 (Digitalisat)
- Der rächende Strom. Bruchstück aus den Papieren eines schottischen Pairs. In: Taschenbuch für das Jahr 1822. Der Liebe und Freundschaft gewidmet. Wilmans, Frankfurt am Main, S. 151–192 (Digitalisat)
- Helmigild. Zwei epische Gesänge. In: Wintergarten, Band 6, 1822, S. 187–253
- Die Retter. Erzählung. In: Penelope für 1823, S. 258–317
- Der Sohn der Wildniß. Erzählung. In: Penelope für 1824, S. 212–281
- Die Reise zum Ätna. Erzählung. In: Der Sammler № 83–91 (1824), S. 509–539 (Digitalisat bei Google Books)
- Die Gallione. Gedicht in sechs Gesängen. Göschen, Leipzig 1825 (Digitalisat bei Google Books)
- Die Unglücklichen zu Versailles. Erzählung. In: Berliner Conversations-Blatt, 1827
- Der Kampf der Hohenstaufen. Trauerspiel. Reimer, Berlin 1828 (Digitalisat)
- Der Liebestrank. Erzählung. In: Berliner Conversations-Blatt, 1828
- Der Phantast. Novelle. In: Der Freymüthige, 1829
- Scharfenstein. Novelle. In: Urania. Taschenbuch auf das Jahr 1831. Brockhaus, Leipzig 1831, S. 267–373 (Digitalisat)
- Reginald. Romantisches Gedicht in fünf Gesängen. Reimer, Berlin 1831. (Digitalisat bei Google Books)
- Der neue Hyazinth. Novelle. In: Der Freihafen, 1. Jg. (1838), Heft 4, S. 62–135. (Digitalisat)
- Der Schatzgräber. Novelle. In: Jahreszeiten. Eine Vierteljahrschrift, Sommer 1839, S. 25–119. (Digitalisat)
- Die Erben. Novelle. In: Jahreszeiten. Eine Vierteljahrschrift, Winter 1839, S. 1–125 (Digitalisat)
- Die Bekenntnisse. Eine Novelle. In: Urania. Taschenbuch auf das Jahr 1838. Brockhaus, Leipzig 1838, S. 253–388. Textarchiv – Internet Archive.
- Die Intriguanten. Roman. 2 Bände. Einhorn, Leipzig 1840 (Digitalisat von Band 1 und Band 2)
- Randzeichnungen. Eine Sammlung von Novellen und Erzählungen. 2 Bände. Einhorn, Leipzig 1841
  - Band 1: Die Bewerbungen • Anton Hart • Der graue John (Digitalisat bei Google Books)
    - daraus: Der graue John. In: Deutscher Novellenschatz. Hrsg. von Paul Heyse und Hermann Kurz. Band 13. 2. Auflage. Berlin [1910], S. 177–231. In: Thomas Weitin (Hrsg.): Volldigitalisiertes Korpus. Der Deutsche Novellenschatz, Darmstadt/Konstanz 2016 (Digitalisat und Volltext im Deutschen Textarchiv)

  - Band 2: Die Unbegnadigten • Cesarone • Der Schleier der Königin. (Digitalisat)
    - daraus: Die Unbegnadigten. Eine Novelle. Zu des Dichters 150. Geburtstage. Pekinger Pappelinsel-Werkstatt 1939[8]
- Theater. 3 Bände. Einhorn, Leipzig 1842[9]
  - Band 1: Nadine. Trauerspiel in fünf Aufzügen (UA 14. Mai 1842 in Berlin) • Die Modernen. Lustspiel in fünf Aufzügen (UA 9. April 1840 in Berlin) (Digitalisat)
  - Band 2: Der Liebe Zauber. Schauspiel in fünf Aufzügen • Album und Wechsel. Schauspiel in fünf Aufzügen (UA 20. November 1839 in Berlin) (Digitalisat)
  - Band 3: Der Geschäftsführer. Lustspiel in fünf Aufzügen (UA 28. Januar 1841 in Berlin) • Der Spiegel des Akbar. Trauerspiel in fünf Aufzügen • Geheimnisse und ihr Ende. Lustspiel in drei Aufzügen
- Das Wort der Frau. Eine Festgabe. Einhorn, Leipzig 1843; archive.org.
- Der Schuster zu Ispahan. Neupersische Erzählung in Versen. Brandstetter, Leipzig 1850 (Digitalisat)
- Die Königsbraut. Gedicht in fünf Gesängen. Brandstetter, Leipzig 1851[10]
- Gedichte. Mit einer Biographie des Dichters herausgegeben von Theodor Mundt. Brandstetter, Leipzig 1852; Textarchiv – Internet Archive.

### Vertonungen
- Friedrich Hegar: Drei Gesänge für Tenor (oder Sopran) mit Pianofortebegleitung, op. 10, № 2: Die Stille (1879)[11]

## Genealogie
- Gothaisches Genealogisches Taschenbuch der Adeligen Häuser. Alter Adel und Briefadel. 1922. Sechzehnter Jahrgang, Justus Perthes, Gotha 1921, S. 394–397. Digitalisat, In: Internet Archive